# Grèges
Grèges – miejscowość i gmina we Francji, w regionie Normandia, w departamencie Sekwana Nadmorska.
Według danych na rok 1990 gminę zamieszkiwało 761 osób, a gęstość zaludnienia wynosiła 243 osoby/km² (wśród 1421 gmin Górnej Normandii Grèges plasuje się na 315. miejscu pod względem liczby ludności, natomiast pod względem powierzchni na miejscu 833.).